# Don Quichotte (ballet)
 (juin 2024).
 (mars 2024).
Si vous disposez d'ouvrages ou d'articles de référence ou si vous connaissez des sites web de qualité traitant du thème abordé ici, merci de compléter l'article en donnant les références utiles à sa vérifiabilité et en les liant à la section « Notes et références ».
Pour les articles homonymes, voir Don Quichotte (homonymie).
Don Quichotte est un ballet en 4 actes, 8 tableaux et un prologue de Marius Petipa, musique de Léon Minkus, représenté pour la première fois au théâtre Bolchoï de Moscou le 14 décembre 1869.
Inspiré du roman de Cervantès, le ballet mêle l'intrigue amoureuse de la jeune Quitterie (souvent orthographiée Kitri aujourd'hui) et du barbier Basile (ou Basilio) à l'odyssée du « chevalier à la triste figure ». Celle-ci est composée d'épisodes comme la rencontre avec les comédiens ambulants et la bataille contre les moulins à vent. Au cours de la fête finale qui célèbre le dénouement heureux pour les jeunes amoureux, Quitterie et Basile dansent le célèbre « pas de deux » de Don Quichotte, plein de virtuosité, devenu cheval de bataille pour les étoiles classiques.
Alexeï Fadeyechev en donne une nouvelle version pour le Bolchoï le 25 juin 1999 qui sera dansée à travers le monde, notamment lors de son passage à Paris en mai 2011.
Plusieurs danseuses et danseurs de l'Opéra de Paris ont été nommés étoiles à l'issue de la représentation de Don Quichotte : Aurélie Dupont (1998), Laetitia Pujol (2002), Marie-Claude Pietragalla (1990), Monique Loudières (1982), Jérémie Bélingard (2007), Mathieu Ganio (2004), Valentine Colasante (2018).

## Personnages
| Personnages       | Rôles                             | Première, 14 décembre 1869 |
| ----------------- | --------------------------------- | -------------------------- |
| Quitterie (Kitri) | Fille d'un aubergiste             | Anna Sobechtchanskaïa      |
| Dulcinea          | Bien-aimée de Don Quichotte       | Polina Karpakova           |
| Basilio           | Barbier                           | Sergueï Sokolov            |
| Don Quichotte     | Chevalier errant                  | Wilhelm Vanner             |
| Sancho Pança      | Son écuyer                        | Vassily Geltser            |
| Gamache           | Un riche noble                    | Dmitri Kouznetsov          |
| Juanita           | Amie de Kitri                     |                            |
| Piccilia          | Amie de Kitri                     |                            |
| Espada            | Un toréador                       |                            |
| Lorenzo           | Aubergiste, père de Kitri         |                            |
| Mercedes          | Amie de Basilio, danseuse de rues |                            |

Dans les productions suivantes Dulcinea et Kitri ont été combinées, et une seule danseuse interprète une double rôle.

## Programme du ballet
Ouverture
- Prologue :
  - Allegro * Entrée de Don Quichotte * Allegro assai * Sancho Panza remercie Don Quichotte de l'avoir sauvé de ses poursuivants
- Acte 1 :
  - La place d'un marché à Barcelone * Entrée de Kitri * Kitri et Basile * Moreno * Scène : Lorenzo, Kitri et Basile * Entrée de Gamacho * Séguedille * Le danseur de rue et le Toreador * Espada * Moderato * Allegro : scène des toréadors * Le danseur de rue * Coda * Presto assai, allegro mestoso, meno mosso, tempo di marcia : Don Quichotte et Sancho Panza * Sancho et les filles * Les amies de Kitri * Scène : Don Quichotte propose à Kitri de danser avec lui le menuet * Variation : Basile et ses amies * Variation : Kitri * Coda : Basile et Kitri s'échappent
- Acte 2 :
  - La Taverne : Introduction * Entrée de Kitri et Basile * Danse espagnole * Danse espagnole de Mercedes * Carmencita * La gitane, danse d'Espada * Danse des marins * Scène * Coda
  - Le camp des gitans : Première danse des gitans * Seconde danse des gitans * Le théâtre de marionnettes : la représentation, folie de Don Quichotte : il attaque le théâtre puis le moulin
- Acte 3 :
  - Le rêve : Scène dans la forêt * Rêve de Don Quichotte * Allegretto * Variation : les Dryades * Les Dryades * Amour * Variation de Dulcinée (Kitri) * Souvenir du bal * Coda
- Acte 4 :
  - Le temple du duc : Marche * Scène * Amour * Première variation classique * Valse des fleurs * Seconde variation classique * Entrée * Adagio * Variation : Basile * Variation : Quitéria (1) * Variation : Quiterie (2) * Coda * Finale : danse espagnole.

## Argument

### Prologue
Don Quichotte entre, lisant un livre. Il se dirige vers la bibliothèque et, ne la trouvant pas — un jeune homme est en train de la recouvrir de papier peint —, pense qu'elle a été volé par des magiciens malveillants. Ensuite, il s'installe dans un fauteuil et poursuit sa lecture. Il se délecte d'histoires de chevaliers braves, de géants fabuleux et autres créatures fantastiques. Peu à peu, il somnole et s'endort, rêvant d'aventures romantiques. L'obscurité tombe.
Tout un coup, son écuyer, Sancho Panza, grimpe précipitamment à travers la fenêtre. Plusieurs femmes en colère le poursuivent, lui reprochant le vol d'un poulet. Réveillé par l'agitation, Don Quichotte fait sortir les femmes.
Il annonce à Sancho qu'il est déterminé à partir à l'aventure en tant que chevalier errant. Il lui indique avec son épée le heaume en carton, qui devient une masse sans forme sur le sol. Antonina lui suggère qu'il devrait plutôt utiliser une bassine, qui ferait un splendide casque. Don Quichotte partage avec enthousiasme cet avis et, le fixant sur la tête, ordonne à Sancho de lui apporter son armure, épée et éperon, et de préparer sa jument, Rossinante.

### Acte I
Kitri, fille d’aubergiste, sort à pas feutrés de sa maison pour aller à la rencontre de son bien-aimé, le barbier Basile. Son père, Lorenzo, remarque les tourtereaux et repousse Basile.
Arrive alors le riche et noble Gamache, qui, également amoureux de Kitri, se rapproche de Lorenzo et lui demande la main de sa fille. L’aubergiste accepte avec beaucoup d’enthousiasme, mais Kitri, horrifiée à l’idée de se marier avec un tel gandin, s’échappe.
Des scènes de danse prennent alors place dans la cour et quelques toreadors s’amusent à enlever des filles, mais leurs proches accourent à leur secours. À ce moment Don Quichotte arrive à cheval sur Rossinante, suivi par Sancho, qui se promène à dos d’âne. Au commandement de son maître, Sancho sonne de sa corne. Lorenzo sort précipitamment de son auberge, et Don Quichotte, le prenant pour un seigneur d’un château renommé, descend de sa monture et, s’agenouillant, implore Lorenzo de faire de lui son vassal. Lorenzo l’invite à s’asseoir sur son balcon.
Sancho demeure dans la cour où il se trouve encerclé de filles qui l’incitent à prendre part au jeu de colin-maillard. Des garçons apportent ensuite une couverture dans laquelle ils installent Sancho et le projettent en l’air. Don Quichotte se presse alors de lui porter assistance et le libère.
Des paysans se rassemblent sur la place et la danse reprend. Kitri revient et, à sa vue, Don Quichotte l’acclame comme sa Dulcinée, à qui de magiciens malveillants ont réduit l'apparence physique. Jaloux de son affection pour Basile, Don Quichotte cherche à s'attirer ses faveurs en l’invitant à danser un menuet. Dulcinée, charmée par les manières du vieil homme, et voulant rendre jaloux ses prétendants, lui demande de récupérer un collier qui lui a été volé par Ténébrun, chef de bandits qui sévissent dans la région. La danse se poursuit dans la place, et Kitri puis Basile s’en vont. Don Quichotte ordonne à Sancho d’apporter Rossinante, et se lance dans une poursuite.

### Acte II
Don Quichotte, suivi par Sancho sur son âne, s'avance dans la campagne par un temps brumeux. Il compose un poème pour sa bien-aimée Dulcinée. Sancho, mécontent de leur expédition, s'emporte et se lance dans une grande tirade contre Dulcinée, et contre la gent féminine en général (« Comment peut-on penser du bien de ces coquines ? »). La brume se disperse finalement, et laisse apparaître une rangée de moulins à vent. Don Quichotte, les prenant pour des géants et tout à ses rêves de gloire, charge le premier des moulins avec Rossinante. Il s'accroche à l'une des pales, est emmené dans les airs, et finit par chuter lourdement.

### Acte III
À travers les arbres apparaît Sancho guidant Rossinante, sur lequel est assis le chevalier blessé. L'écuyer descend son maître et le place sur l'herbe, de sorte qu'il puisse se reposer. Ensuite, attachant la monture, il s'en va s'assoupir. Don Quichotte essaye aussi de dormir, mais est troublé par des rêves fantastiques.
Des fées apparaissent entourées de gnomes, et Don Quichotte se trouve lui-même habillé d'une armure éclatante. Viennent à eux une succession d'effroyables monstres, le dernier étant une gigantesque araignée qui tisse sa toile. Le chevalier attaque l'araignée, qu'il coupe en deux avec son glaive. Au même moment, la toile d'araignée disparaît pour dévoiler un magnifique jardin. À l'entrée, se tient Dulcinée, entourée de dryades. Don Quichotte s'agenouille devant sa bien-aimée. Puis tout se dissipe.
Des bandits apparaissent, et s'attaquent à Don Quichotte. Sancho parvient à s'enfuir, mais le chevalier est fait prisonnier, après une dure lutte. Sentant sa fin venir, Don Quichotte déclame « Seigneur, reçois mon âme, elle n'est pas méchante », ce qui bouleverse Ténébrun. Don Quichotte, se déclarant « chevalier errant », explique sa mission, et Ténébrun lui remet le collier volé après avoir demandé sa bénédiction.

### Acte IV
De retour en ville, la fête bat son plein. Dulcinée est là, mélancolique, elle finit par se convaincre de « ne penser qu'au plaisir d'aimer ». Tous les participants vont au banquet, puis Don Quichotte et Sancho arrivent. Sancho réclame à son maître une récompense, ce qu'il lui promet sous la forme d'une île et d'un château. Ils sont accueillis sous les vivats au repas, et le retour du collier déclenche un tonnerre d'applaudissements. Don Quichotte demande la main de Dulcinée, sous les quolibets cette fois. Prenant pitié, elle lui explique que sa destinée est différente, mais qu'elle partage son chagrin et lui souhaite bonne route.

## Galerie d'images

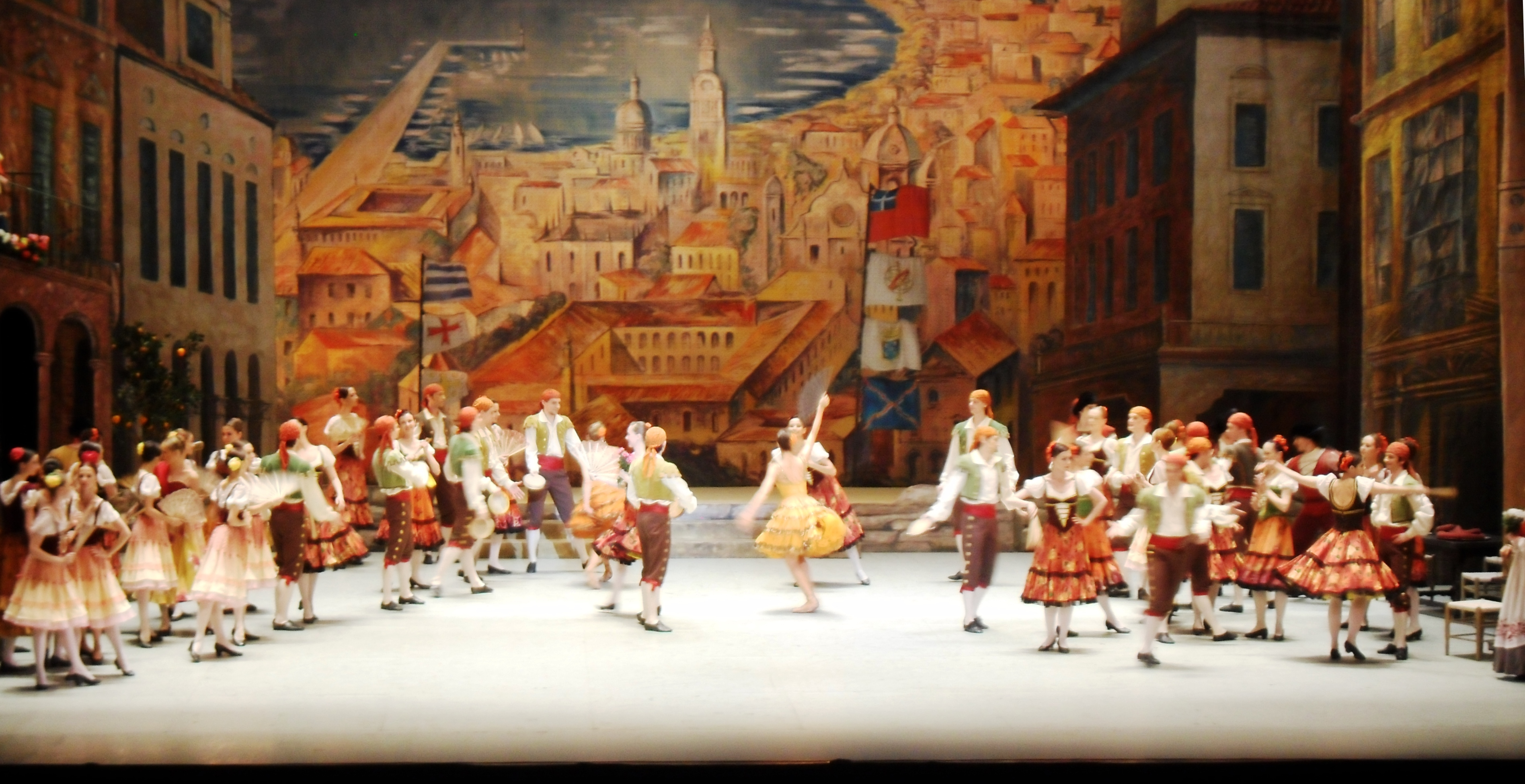
Extrait d'une représentation de l'acte I du ballet Don Quichotte de Marius Petipa (troupe du ballet du Bolchoï)
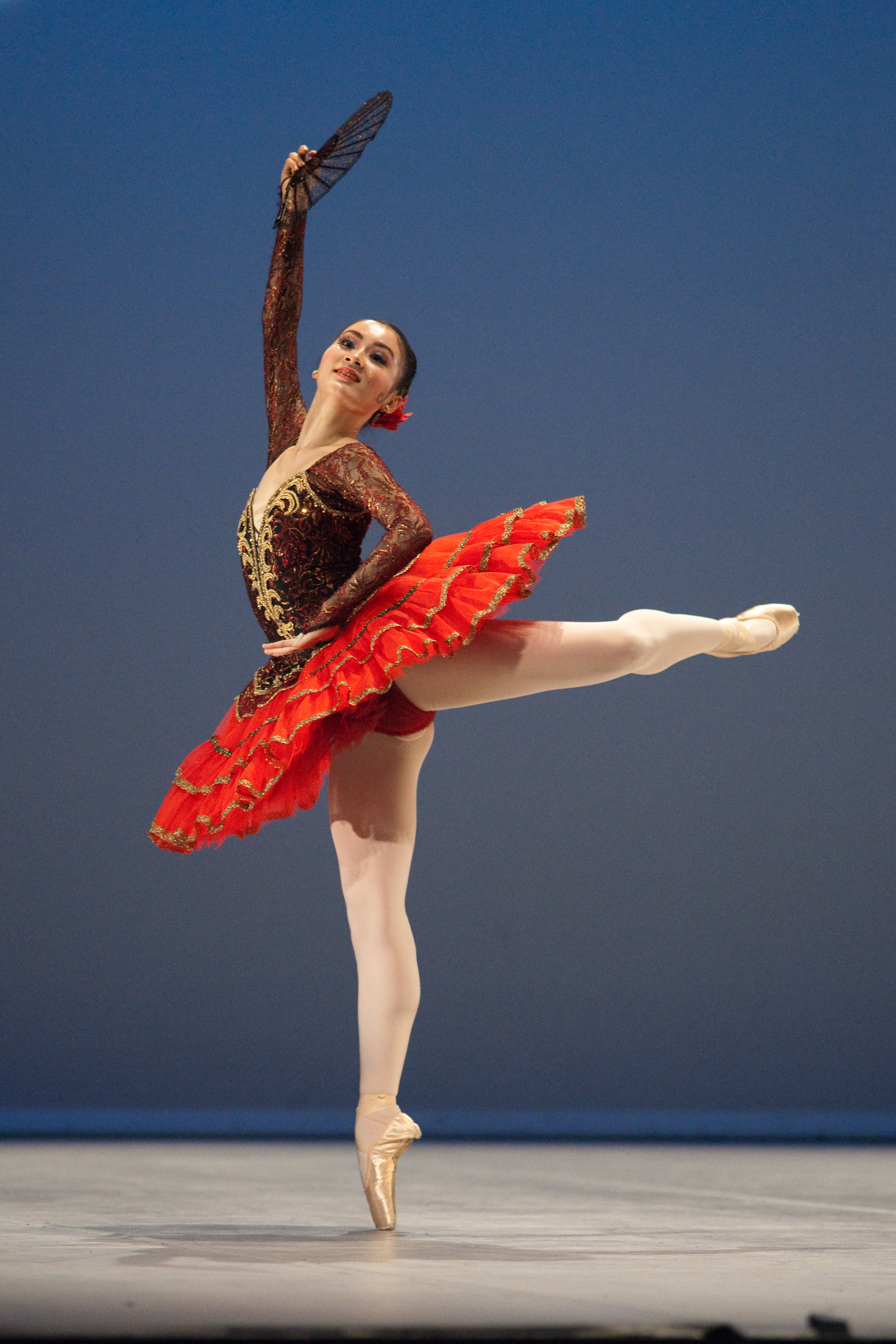
Variation extraite de Don Quichotte.
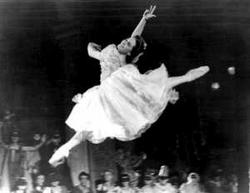
Olga Lepechinskaïa en Kitri en 1940.
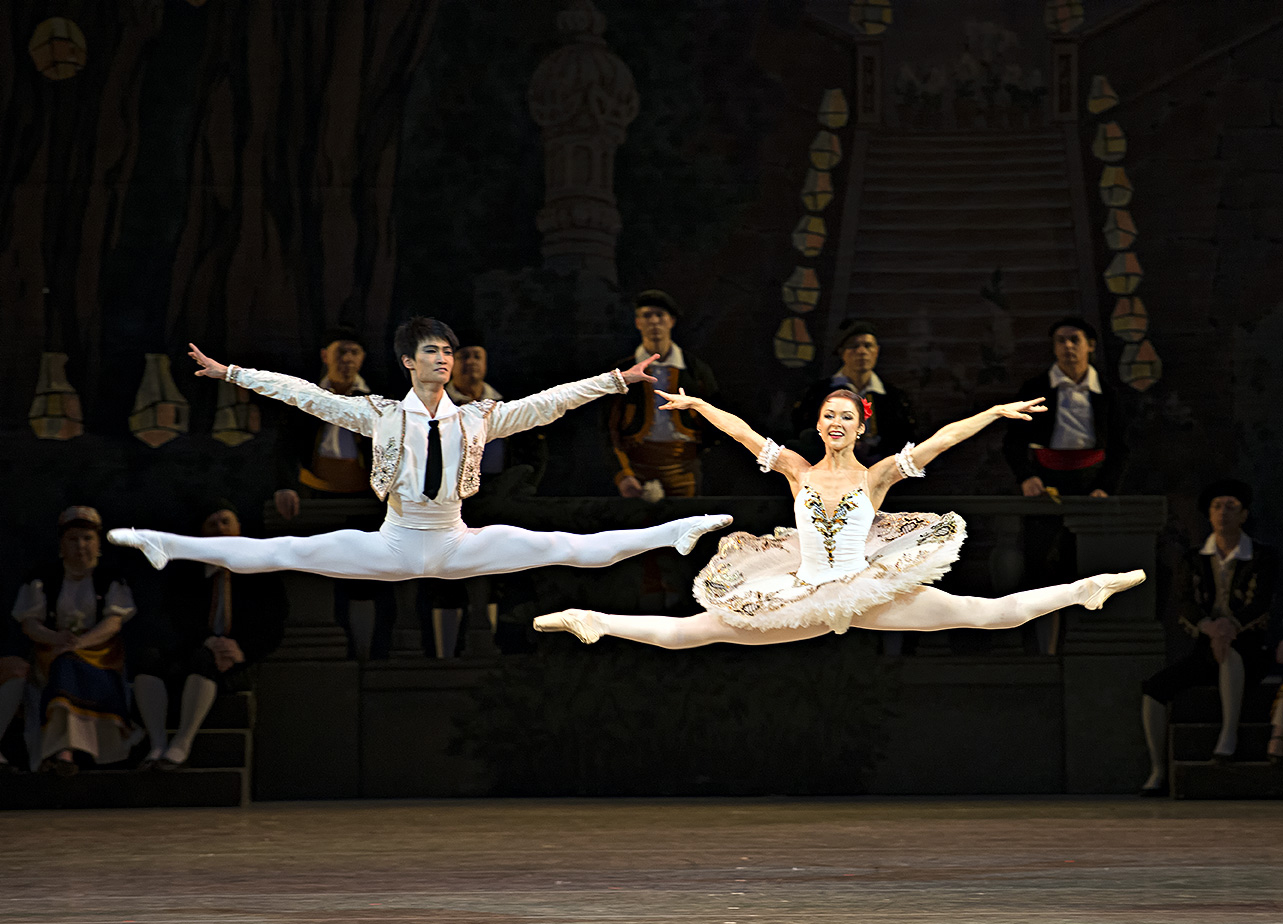
Elena Evseeva et Kimin Kim, Ballet du Théâtre Mariinsky en 2012.
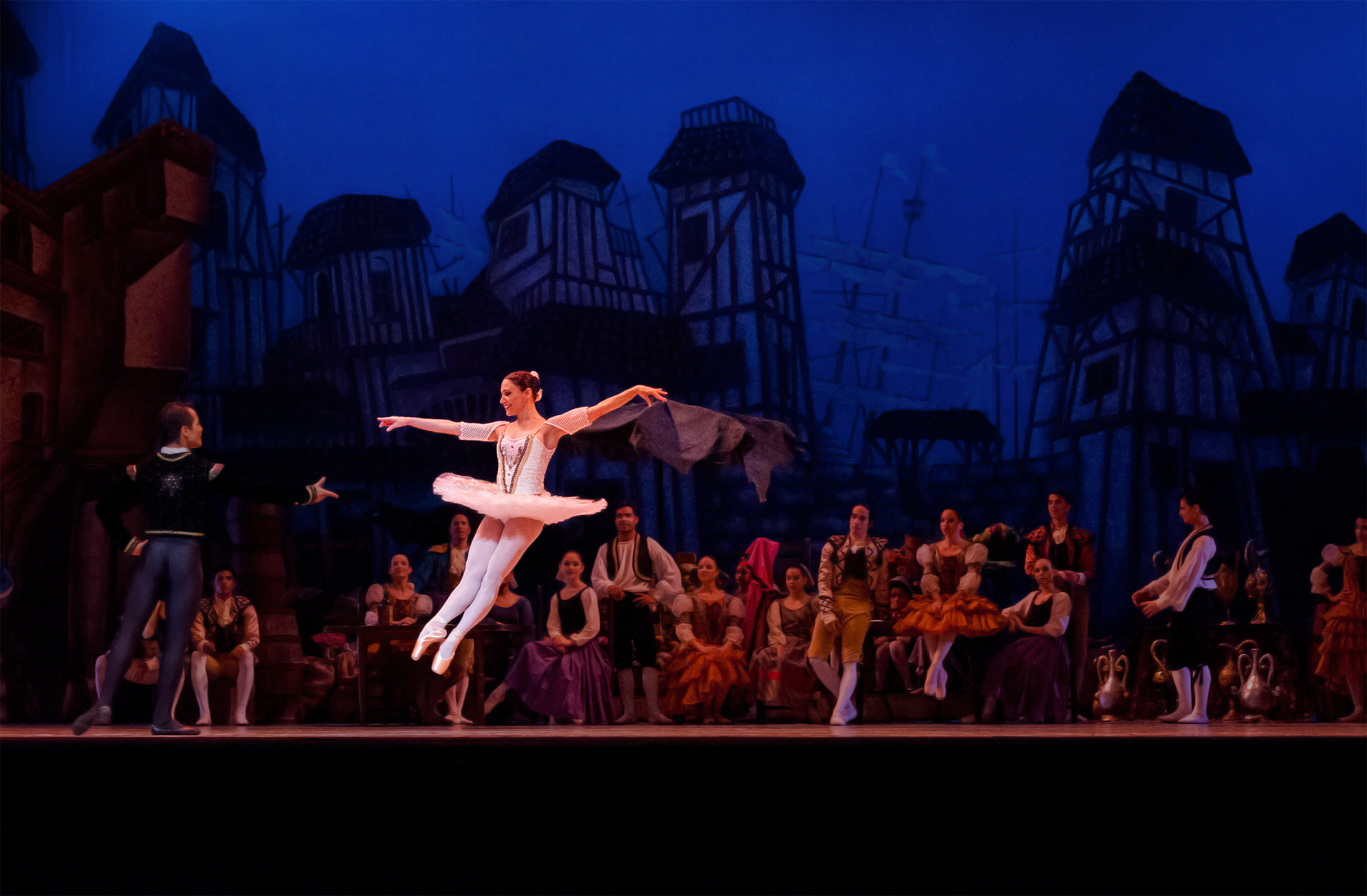
Le ballet au Théâtre Teresa-Carreño. Août 2013.